# June Howard Tripp
June Howard Tripp, conosciuta col solo nome di battesimo di June (Blackpool, 11 giugno 1901 – New York, 14 gennaio 1985), è stata un'attrice britannica naturalizzata statunitense.

## Biografia
Nata a Londra, lavorò soprattutto in teatro e nel cinema muto. Ebbe un ruolo da protagonista nel film muto di Alfred Hitchcock Il pensionante (1927) dove recitò accanto ad Ivor Novello, usando come pseudonimo il solo nome June.
Nel 1929, dopo aver sposato John Alan Burns, quarto Barone Inverclyde, si ritirò dalle scene, andando a vivere con il marito a Castle Wemyss. La coppia divorziò nel 1933 e lei ritornò a recitare. Nel 1937, sposò in seconde nozze l'uomo d'affari statunitense Edward Hillman Jr.
Nel 1943, apparve in un cameo  in Per sempre e un giorno ancora, un film a episodi della RKO Radio Pictures. Nel 1951, usando il nome Jane Hillman, fu la voce narrante della versione originale di The River, il film di Jean Renoir distribuito in Italia con il titolo Il fiume.
Nel 1950 divenne cittadina statunitense. Pubblicò la sua biografia, The Glass Ladder, nel 1960.

## Filmografia
- The Yellow Claw, regia di René Plaissetty  (1920)
- Riding for a King di Walter West (1926)
- Il pensionante (The Lodger: A Story of the London Fog) di Alfred Hitchcock (1927)
- Per sempre e un giorno ancora (Forever and a Day) aa.vv. (1943)
- Il fiume (The River) di Jean Renoir - con il nome June Hillman (voce narrante) (1951)
- I miserabili (Les Misérables) di Lewis Milestone - con il nome June Hillman (non accreditata) (1952)

## Autobiografia
The Glass Ladder (London: Heinemann, 1960)